# Brygada KOP „Podole”
Brygada KOP „Podole” – brygada piechoty Korpusu Ochrony Pogranicza.

## Geneza
Do czasu zakończenia wojny polsko-bolszewickiej, czyli do jesieni 1920, wschodnią granicę państwa polskiego wyznaczała linia frontu. Dopiero zarządzeniem z 6 listopada 1920 utworzono Kordon Graniczny Ministerstwa Spraw Wojskowych. W połowie stycznia 1921 zmodyfikowano formę ochrony granicy i rozpoczęto organizowanie Kordonu Granicznego Naczelnego Dowództwa WP. Obsadzony on miał być przez żandarmerię polową i oddziały wojskowe. Latem 1921 ochronę granicy wschodniej postanowiło powierzyć Batalionom Celnym.
29 października 1921 wojewoda tarnopolski wydał zarządzenie, w którym granicę państwową na terenie województwa tarnopolskiego podzielił na cztery odcinki:
- I odcinek – powiat zaleszczycki i borszczowski do mostu w miejscu, gdzie Zbrucz wpada do Dniestru. Obsadzić go miał 22 batalion celny z miejscem postoju Kołodróbka.
- II odcinek od ww mostu do granicy powiatu husiatyńskiego. Obsadzał go 39 batalion celny z miejscem postoju dowództwa w Borszczowie.
- III odcinek – granica powiatu husiatyńskego. Obsadzał go 23 batalion celny z mp dowództwa w Wasylkowcach.
- IV odcinek – granica powiatu skałackiego i zbarskiego. Obsadzał go 38 batalion celny z Bogdanówki.

W drugiej połowie 1922 przeprowadzono kolejną reorganizację organów strzegących granicy wschodniej. 1 września 1922 bataliony celne przemianowano na bataliony Straży Granicznej.
Już w następnym zlikwidowano Straż Graniczną, a z dniem 1 lipca 1923 pełnienie służby granicznej na wschodnich rubieżach powierzono Policji Państwowej.
W sierpniu 1924 podjęto uchwałę o powołaniu Korpusu Ochrony Pogranicza – formacji zorganizowanej na wzór wojskowy, a będącej etacie Ministerstwa Spraw Wewnętrznych.

## Formowanie i zmiany organizacyjne
Na posiedzeniu Politycznego Komitetu Rady Ministrów, w dniach 21–22 sierpnia 1924, zapadła decyzja powołania Korpusu Wojskowej Straży Granicznej. 12 września 1924 Ministerstwo Spraw Wojskowych wydało rozkaz wykonawczy w sprawie utworzenia Korpusu Ochrony Pogranicza, a 17 września instrukcję określającą jego strukturę. 4 Brygada Ochrony Pogranicza zorganizowana została w drugim etapie formowania Korpusu Ochrony Pogranicza na podstawie rozkazu MSWojsk. nr 1600/tjn./O.de B/25 w terminie do 1 marca 1925 z gotowością do obsadzenia granicy na dzień 12 marca 1925. Jednostką formującą był 54 pułk piechoty . W skład brygady weszły: 12 batalion graniczny „Skałat”, 13 batalion graniczny „Kopyczyńce”, 14 batalion graniczny „Borszczów”, 12 szwadron kawalerii „Koszlaki”, 13 szwadron kawalerii „Czortków”, 14 szwadron kawalerii „Zaleszczyki”. Brygada rozwinęła się na terenie województwa tarnopolskiego. Dowództwo brygady rozmieszczono w Czortkowie. Pas ochraniany przez brygadę miał 342 km szerokości i 30 km głębokości. Na podstawie rozkazu dowódcy KOP nr L.dz.931/Og., w lutym 1926 z podporządkowania brygady wyszedł 14 szwadron OP.
W 1926 zorganizowano na szczeblu brygady szkołę podoficerską dla niezawodowych podoficerów piechoty. Szkoła stacjonowała w Mostach Wielkich przy 25 batalionie granicznym.
Rozporządzeniem ministra skarbu z 30 czerwca 1927 rozpoczęto reorganizację Straży Celnej.
Z dniem 1 listopada 1927 Inspektorat Straży Celnej „Zaleszczyki” został rozwiązany, a jego rejon odpowiedzialności został przekazany batalionowi KOP „Borszczów”.
W 1928 brygada ochraniała odcinek granicy państwowej długości 365,134 kilometrów.
Latem 1928 zlikwidowana została szkoła podoficerska. W jej miejsce, oraz w miejsce identycznych szkół funkcjonujących w pozostałych brygadach, w twierdzy Osowiec utworzony został batalion szkolny KOP.
Aby zapewnić odpowiednią liczbę żołnierzy o wyszkoleniu saperskim, z dniem 1 kwietnia 1928 utworzono brygadowy ośrodek wyszkolenia pionierów przy 25 batalionie granicznym w Mostach Wielkich.
W 1931 zorganizowano kompanie saperów dla poszczególnych brygad Korpusu Ochrony Pogranicza zorganizowano kompanie saperów dla poszczególnych brygad Korpusu Ochrony Pogranicza. Dzieliły się na cztery typy, a nazwy przybierały od macierzystych jednostek. Brygada „Podole” otrzymała kompanię typu III. Kompanie tego typu miały dwa plutony po trzy drużyny i drużynę gospodarczą. Etat kompanii wynosił 3 oficerów, 9 podoficerów i 80 szeregowców.
Rozkazem dowódcy KOP z 23 lutego 1937 została zapoczątkowana pierwsza faza reorganizacji Korpusu Ochrony Pogranicza „R.3”. Jej wynikiem było między innymi przeorganizowanie Brygady KOP „Podole” poprzez rozwiązanie pułku KOP „Czortków” wchodzącego dotychczas w skład organizacyjny brygady i reorganizacje dowództwa brygady. Brygadzie podporządkowano stację gołębi pocztowych KOP „Buczacz”
We wrześniu 1937 w składzie brygady został sformowany Dywizjon Artylerii Lekkiej KOP „Czortków”.
Zarządzeniem dowódcy KOP gen. bryg. Jana Kruszewskiego w sprawie zmian w kwatermistrzostwie KOP, dniem 1 kwietnia 1939 utworzono w brygadzie etat oficera granicznego w stopniu kapitana.
W sierpniu 1939 Brygada KOP „Podole” mobilizowała w dwóch rzutach 36 Dywizję Piechoty. Pierwszy rzut organizowano 27 sierpnia w mobilizacji alarmowej i drugi rzut 31 sierpnia w mobilizacji powszechnej. Kwaterę główną dywizji, dowództwo oraz I i II batalion 163 pp mobilizował batalion KOP „Czortków”, a III batalion mobilizował batalion KOP „Borszczów”. Batalion KOP „Kopyczyńce” mobilizował III batalion 165 pp.
Z dniem 30 sierpnia zlikwidowano dowództwo Brygady KOP „Podole” przekształcając je w dowództwo pułku KOP „Czortków”.

## Służba graniczna
W 1937 ustalono dla brygady następujący podział ochranianego odcinka granicy państwowej:
- granica południowa: odcinek strażnicy „Ujście Biskupie” 1 kompanii granicznej „Mielnica”. Punktem styku był od słup graniczny nr 57/3 i słup telefoniczny nr 237/32 na szosie Ujście Biskupie-Szuparka [wł.].
- wewnątrz brygady:
  - granica południowa baonu „Kopyczyńce”: odcinek strażnicy „Siekierzyńce Południowe” 1 kompanii granicznej „Kociubińczyki” [wł.]
  - granica północna baonu „Borszczów”: odcinek strażnicy „Zbrzyż” 4 kompanii granicznej „Skała” baonu „Borszczów” [wł.]

## Struktura organizacyjna brygady
Struktura 4 Brygady Ochrony Pogranicza w 1927
- Dowództwo 4 Brygady Ochrony Pogranicza
- 12 batalion graniczny
- 13 batalion graniczny
- 14 batalion graniczny
- 25 batalion odwodowy
- 12 szwadron kawalerii
- 13 szwadron kawalerii
- 14 szwadron kawalerii
- Szkoła Podoficerów Niezawodowych Brygady

Struktura Brygady KOP „Podole” w 1934
- Dowództwo Brygady KOP „Podole” w Czortkowie
- pułk KOP „Czortków”
  - batalion KOP „Kopyczyńce”
  - batalion KOP „Borszczów”
  - batalion KOP „Czortków”
  - szwadron kawalerii KOP „Czortków”
  - szwadron kawalerii KOP „Zaleszczyki”
- szwadron kawalerii KOP „Hnilice Wielkie”
- kompania saperów

Struktura Brygady KOP „Podole” w latach 1937–1939
- Dowództwo Brygady KOP „Podole”
- batalion KOP „Skałat”
- batalion KOP „Kopyczyńce”
- batalion KOP „Borszczów”
- batalion KOP „Czortków”
- dywizjon artylerii lekkiej KOP „Czortków”
- szwadron kawalerii KOP „Hnilice Wielkie”
- szwadron kawalerii KOP „Czortków”
- szwadron kawalerii KOP „Zaleszczyki”
- kompania saperów KOP „Czortków”
- stacja gołębi pocztowych KOP „Buczacz”

Reorganizacja przeprowadzona w 1937 spowodowała zmiany w dotychczasowym podziale odcinków granicznych między jednostkami brygady.

## Obsada personalna dowództwa brygady
Dowódcy:

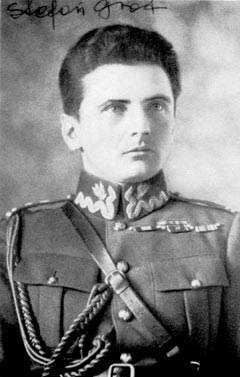
Stefan Rowecki

- płk piech. Włodzimierz Maxymowicz-Raczyński (2 III 1925 – 14 VIII 1927[34])
- płk piech. Eugeniusz Godziejewski (31 VII 1927 – 19 VI 1931 → dowódca 19 DP)
- płk dypl. Wacław Piekarski (17 VII 1931 – 19 XI 1935 → dowódca piechoty dywizyjnej 11 DP[34])
- płk dypl. Stefan Rowecki (4 XI 1935 – 15 VI 1938 → dowódca piechoty dywizyjnej 2 DP Leg.[34])
- płk piech. Bolesław Ostrowski (15 VI 1938 – VIII 1939 → dowódca 36 DP[34])

Zastępca dowódcy:
- ppłk piech. Przemysław Nakoniecznikoff-Klukowski (1937 – VIII 1939 → dowódca 163 pp)

Szefowie sztabu:
- kpt. dypl. piech. Seweryn Wilimowski (1927 – 31 X 1930 → DOK VII)
- kpt. dypl. piech. Maksymilian Kurnatowski (1 XI 1930[35]) – 26 I 1934 → DOK VI)
- kpt. / mjr dypl. Zygmunt Morozewicz (od 26 I 1934[36])
- mjr dypl. piech. Ignacy Włostowski (do VIII 1939 → szef sztabu 36 DP)

I oficerowie sztabu brygady:
- kpt. Bronisław Brągiel (p.o. do XI 1926)
- kpt. SG Jan Rzepecki (28 X 1926 – 26 IV 1928 → asystent w Doświadczalnym Centrum Wyszkolenia)
- kpt. / mjr piech. Czesław Lewin-Lewiński (I – IV 1934)
- kpt. piech. Władysław Fijałkowski (do VIII 1939 → pomocnik oficera operacyjnego sztabu 36 DP)

Szef łączności brygady:
- kpt. / mjr łączn. Ignacy Stanisław Skarżeński (XII 1938- VIII 1939 → dowódca łączności 36 DP)

Obsada personalna dowództwa 4 Brygady 30 września 1928 :
- dowódca brygady – płk piech. Eugeniusz Godziejewski
- szef sztabu – kpt. dypl. piech. Seweryn Wilimowski
- oficer ordynansowy – por. Juliusz Ulatowski[c]
- I oficer sztabu – p.o. por. Witold Piasecki[d]
- III oficer sztabu – por.tyt. kpt. Mieczysław Gaspanas[e]
- oficer referatu wywiadu – kpt. Kazimierz Szczerbiński
- oficer referatu wywiadu – por. Tadeusz Danecki[f]

Obsada personalna brygady w (maju) czerwcu 1939:
- dowódca brygady – płk piech. Bolesław Ostrowski
- zastępca dowódcy brygady – ppłk piech. Przemysław Nakoniecznikoff-Klukowski
- szef sztabu – mjr dypl. piech. Ignacy Włostowski
- I oficer sztabu – kpt. piech. Władysław Fijałkowski[g].
- szef łączności – mjr łączn. Ignacy Stanisław Skarżeński[h].
- komendant rejonu Przysposobienia Wojskowego „Podole” – mjr adm. Stanisław Eugeniusz Rink[i].

Obsada 304 Rejonu PW „Podole” w Czortkowie
Obsada oficerska rejonu PW przy Brygadzie KOP „Podole” w maju 1939:
- komendant rejonu PW „Podole” – mjr adm. (piech.) Rink Stanisław Eugeniusz
- komendant powiatowy PW „Zbaraż” – kpt. adm. (piech.) Michał Ludwik Baran
- komendant powiatowy PW „Skałat” – kpt. piech. Andrzej Franciszek Łasiński
- komendant powiatowy PW „Kopyczyńce” – kpt. adm. (piech.) Jan Wąsik
- komendant powiatowy PW „Czortków” – kpt. piech. Wacław Wyziński
- komendant powiatowy PW „Buczacz” – kpt. Franciszek Romuald Kulikowski
- komendant powiatowy PW „Borszczów” – kpt. adm. (piech.) Mikołaj Kozłowski
- komendant powiatowy PW „Zaleszczyki” – kpt. piech. Stanisław Sołtysiak